# 軟食中獸
軟食中獸（Hapalodectes），又名軟中獸，是一類像水獺的中爪獸目，生存於5500萬年前的古新世晚期至始新世早期。雖然軟食中獸的第一個化石是在美國懷俄明州的始新世地層發現，但牠們卻是起源於蒙古，最古老的H. dux是在古新世晚期的地層發現。牠們與古鯨亞目，如巴基鯨有關，這是由於牠們在頭顱骨及牙齒有極相似的地方。